# Wyatt Earp

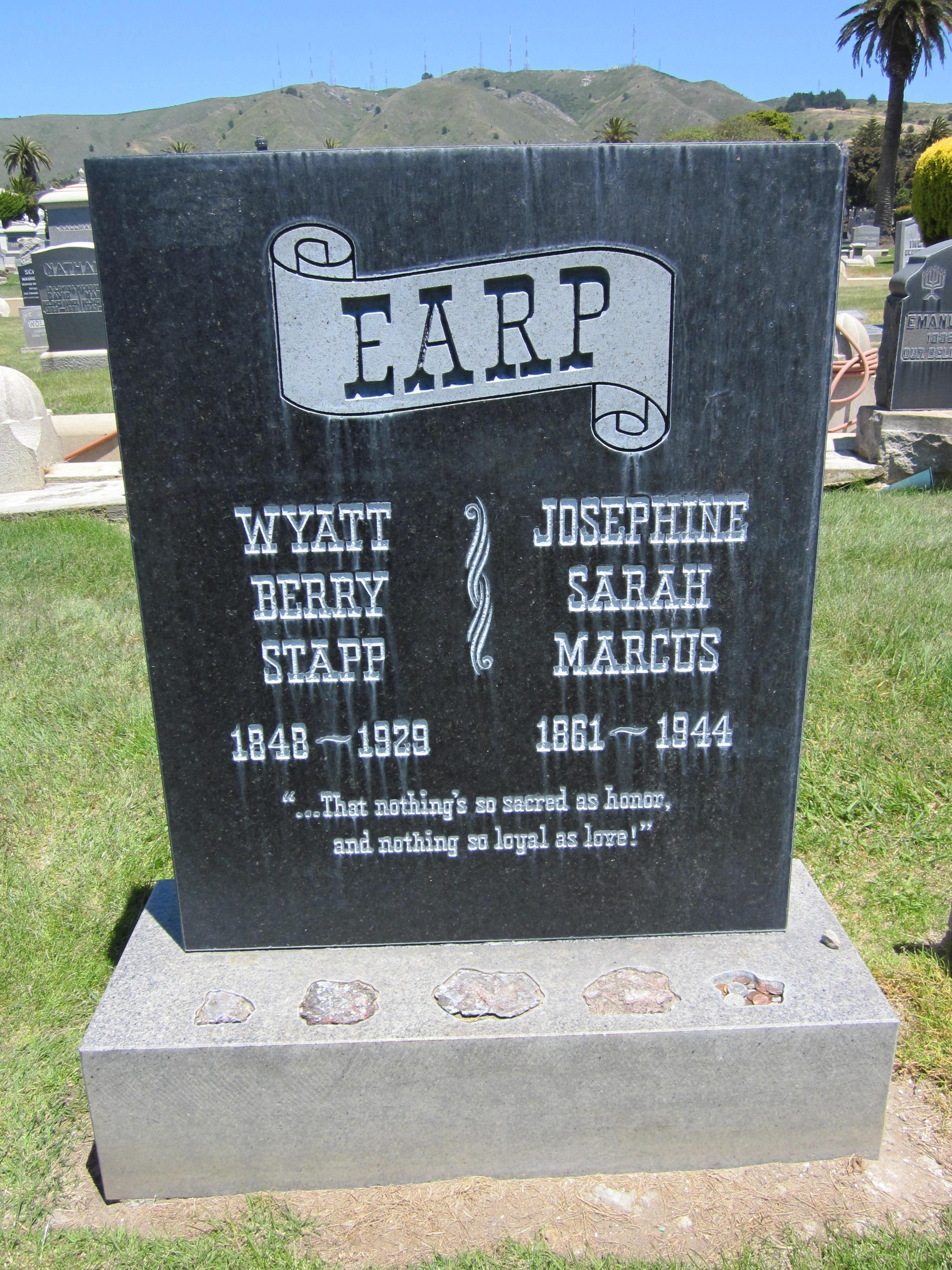
Grób Wyatta i Josephine Earpów.

Wyatt Berry Stapp Earp (ur. 19 marca 1848 w Monmouth, Illinois; zm. 13 stycznia 1929 w Los Angeles) – farmer, szeryf, karciarz i hazardzista prowadzący bank w faraonie, właściciel salonu, poszukiwacz złota, łowca bizonów, jeden z najsłynniejszych na Dzikim Zachodzie rewolwerowców oraz stróżów prawa, szeryf miasteczka Tombstone. Zasłynął szczególnie ze strzelaniny w O.K. Corral, w której brali również udział Doc Holliday oraz bracia Wyatta, Virgil i Morgan.
Wyatt Earp stał się bohaterem licznych filmów (np. z 1994 roku), biografii oraz powieści.
Swoją drogę życiową opowiedział dopiero w wieku 80 lat pisarzowi Stuartowi N. Lake, który następnie napisał książkę pt. Wyatt Earp, Frontier-Marshal, która uczyniła z Earpa legendę, trwającą aż do dziś.

## Filmy i seriale
- 1939 Szeryf z pogranicza (Allan Dwan)
- 1946 Miasto bezprawia (John Ford);
- 1955 Wichita (Jacques Tourneur)
- 1955-1961 The Life and Legend of Wyatt Earp
- 1957 Pojedynek w Corralu O.K. (John Sturges)
- 1963 The Life and the Legend of Wyatt Earp
- 1967 Godzina ognia (John Sturges)
- 1971 Doc (Frank Perry)
- 1987 Sunset (Blake Edwards)
- 1992 Cztery oczy (Piers Haggard)
- 1993 Tombstone (George Pan Cosmatos)
- 1994 Wyatt Earp (Lawrence Kasdan)
- 2000 Kowboj z Szanghaju (Tom Dey)
- 2003 Rycerze z Szanghaju (David Dobkin)
- 2012 Wyatt Earp: Zemsta (Michael Feifer)

## Książki
- Szeryf z miasta bezprawia. Wyatt Earp i inne legendy Dzikiego Zachodu; Przemysław Słowiński, Videograf II, 2008 r., wyd. I, ISBN 978-83-7183-616-9